# Dicranum ellipticum
Dicranum ellipticum là một loài rêu trong họ Dicranaceae. Loài này được Turner mô tả khoa học đầu tiên năm 1804.